# Fer zérovalent
Le fer zérovalent, également écrit fer zéro-valent ou « NPF0 », est une poudre de fer de pureté élevée et de haute qualité. Cette poudre est utilisée en particulier pour le traitement ou le conditionnement de l’eau, pour créer des barrières réactives perméables et d’autres applications de dépollution des sols.

## Nature

Diagramme de Pourbaix du fer, montrant dans quelles conditions d'acidité et de potentiel d'oxydoréduction il est à l'état natif.

Les particules de fer zérovalent sont de taille nanométrique. Leur composition est systématiquement double. Le cœur de la particule se compose de fer métallique et la périphérie d’oxydes et d’hydroxydes de fer . Cette double composition permet aux nanoparticules d'être dotées de caractéristiques de sorption, par les oxydes, et d'oxydoréduction par le fer métallique.

## Fabrication
Le fer zérovalent consiste à réduire des déchets de fer vierges recyclés intégralement en obtenant une teneur en fer supérieure à 92 % et une faible teneur en carbone ainsi qu'en autres résidus.
Plusieurs procédés permettent d'obtenir du fer zérovalent :
| Catégorie                                                      | Nom                                            | Procédé | Atouts et handicaps |
| -------------------------------------------------------------- | ---------------------------------------------- | --- | --- |
| Procédé mécanique                                              | Procédé mécanique                              | Par broyage ou attrition, le matériau initial est introduit en contact avec des billes de plus grande taille servant d’agent de broyage, entraînées à haute vitesse. Les frottements désagrègent le matériau jusqu'à l'obtention d'une poudre nanométrique. | Ce procédé est très consommateur en énergie. D'autre part, il nécessite que le matériau de départ soit assez fragile. |
| Procédé chimique simple                                        | Réduction au borohydrure de sodium             | Les réactions suivantes sont utilisées : {\displaystyle {\ce {Fe(H2O)6^3+ {+}3 BH4- {+}3 H2O -> Fe0 {+}3 B(OH)3 {+}10,5 H2}}} {\displaystyle {\ce {4 Fe^3+ {+}3 BH4- {+}9 H2 -> 4 Fe0v {+}3 H2BO3- {+}12 H+ {+}6 H2}}}                                      | Les NPF0 synthétisées par cette méthode ont une taille comprise entre un et cent nanomètres et une surface spécifique de 33,5 m²/g. Les paramètres opératoires peuvent en partie influencer la composition et les propriétés de surface des particules de fer produites.                        |
| Procédé chimique simple                                        | Synthèse à partir de dithionite de sodium      | Les réactions suivantes sont utilisées : {\displaystyle {\ce {2 S2O4^2- {+}4 OH- -> 2 S2O3^2- {+}2 H2O {+}2 e-}}} {\displaystyle {\ce {Fe^2+ {+}2 e- -> Fe(s)}}} {\displaystyle {\ce {S2O4^2- {+}Fe^2+ -> Fe(s) {+}2 S2O3^2-}}}                             | L'avantage du dithionite de sodium est qu'il est moins dangereux et moins cher que le borohydrure. |
| Procédé chimique simple                                        | Synthèse électrochimique                       | La réaction se fait dans un électrolyseur chargé d'une solution de {\displaystyle {\ce {FeCl3}}}: {\displaystyle {\ce {Fe^3+ {+}3 e- {+}stabilisateur -> Fe0v}}} à la cathode À l'anode, du dichlore est produit.                                           | Un courant de 20 V et de 0,4 A est utilisé, avec un rendement de 70 %. Le stabilisateur permet d'éviter la coalescence. Les particules produites ont un diamètre de dix à vingt nanomètres et une surface spécifique de 25,4 m²/g.                                                              |
| Procédé chimique simple                                        | Synthèse par condensation de vapeur            | Le pentacarbonyle de fer {\displaystyle {\ce {Fe(CO)5}}} est porté à l'état gazeux à 150 °C, puis décomposé par de l’hélium à 350 °C dans un four. Les particules sont ensuite condensées par de l’azote liquide et collectées sous atmosphère inerte.      | La taille résultant dépend de la température de décomposition du {\displaystyle {\ce {Fe(CO)5}}}. |
| Procédé chimique simple                                        | Synthèse par réduction de goethite et hématite | Réduction de particules de goethite et hématite par de l’hydrogène entre 200 et 600 °C. | Les particules résultantes peuvent se présenter sous forme de poudre sèche ou de suspension avec un pH compris entre 8 et 10. |
| Procédé chimique simple                                        | Utilisation de thé vert                        | Les réducteurs utilisés sont les polyphénols présents dans le thé vert. La réaction se fait à température ambiante et sous atmosphère non inerte : Fe2+ + 2 Ar–(OH)en → n Fe0 + 2n Ar=O + 2n H+.                                                            | Ces réducteurs sont biodégradables, non toxiques et solubles dans l’eau à température ambiante. Les particules résultantes sont sphériques et de taille comprise entre quarante et cinquante nanomètres.                                                                                        |
| Procédé chimique permettant d'obtenir des particules modifiées | Dépôt d’un autre métal par cémentation         | Deux étapes sont nécessaires : la préparation du fer zérovalent est suivie du dépôt d’un autre métal par cémentation. Par exemple avec du palladium : {\displaystyle {\ce {Pd2+ {+}Fe0 -> Pd0 {+}Fe2+}}}.                                                   | Le coût des métaux ajoutés est plus élevé que celui du fer zérovalent ; les performances en sont améliorées d'un facteur six environ, mais seulement en conditions expérimentales ; par ailleurs, l'utilisation de ces additifs crée une dissémination de métaux toxiques dans l’environnement. |
| Procédé chimique permettant d'obtenir des particules modifiées | Combinaison avec des additifs                  | | Le carbone est un additif souvent ajouté car les matériaux carbonés adsorbent les contaminants organiques hydrophobes. Des polyélectrolytes solubles dans l'eau peuvent également être ajoutés pour stabiliser les particules et améliorer leur transfert dans le sol.                          |

## Utilisation

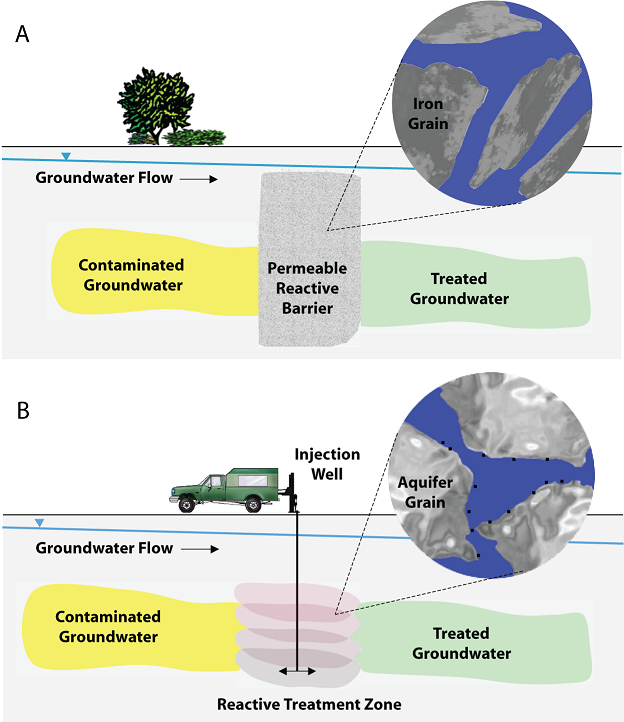

La dépollution de sols grâce au fer zérovalent est une des techniques utilisant la nanoremédiation.

### Dépollution de sols chlorés
Le fer zérovalent est une des solutions utilisées pour dépolluer les sols souillés au chlordécone. Dans le cas de la pollution antillaise, l'utilisation du fer zérovalent permet de réduire la concentration en chlordécone de 68 % en 94 jours. Mais le coût de l'opération est de 160 000 euros par hectare, soit 3,2 milliards d'euros pour les vingt mille hectares contaminés.
De manière plus générale, les polluants chlorés sont transformés par réaction avec le fer zérovalent en éthylène et en chlorures non toxique. Certaines techniques permettent d'observer, du moins en laboratoire, des taux de dépollution de 95 %,,.

### Dépollution de sols chromés
La dépollution du chrome grâce au fer zérovalent se fait par réduction de ses formes les plus toxiques.

### Contribution à la création d'un milieu anaérobie
La présence du fer permet d'une part une réaction avec le polluant. En outre, le fer réagit également avec l'eau du sol ou de la nappe. L'environnement résultant s'appauvrit en dioxygène et s'enrichit en dihydrogène. Le déficit en dioxygène crée un milieu anaérobie, où de nombreux micro-organismes peuvent proliférer, ces micro-organismes détachant les atomes de chlore des polluants pour les transformer en ions.

## Risques
La toxicité des nanoparticules de fer elles-mêmes est encore mal connue. Leur taille nanométrique est le facteur permettant d'augmenter très fortement la surface réactive et donc de minimiser le temps de dégradation des polluants ; mais elle permet aussi la traversée de la barrière cutanée et donc l'entrée de ces particules dans l'organisme.